# Ibn Abdur Rehman
Pour les articles homonymes, voir Rehman (homonymie).
Ibn Abdur Rehman (1er septembre 1930 - 12 avril 2021 à Lahore) est un militant pakistanais des droits de l'homme et du pacifisme, ancien partisan communiste. 
Arrêté lors de l'état d'urgence de 2007 au Pakistan pour sa critique du pouvoir, il a notamment été président de la Commission pakistanaise des droits de l'homme. Il a été un proche du poète Faiz Ahmed Faiz.